# 1873 in Italia

## Avvenimenti
- 6 gennaio : fondazione delle Figlie della Carità del Preziosissimo Sangue a Pagani[1].

- 1º marzo apre la Pescara-Popoli primo tratto della Roma-Sulmona-Pescara. Un altro tratto, Popoli-Sulmona verrà aperto il 1º novembre. La ferrovia completa sarà aperta nel 1888[2].

- 12 marzo: un terremoto, il terremoto di San Ginesio, colpisce le Marche; Morello, una frazione di San Ginesio, è completamente rasa al ruolo[3]

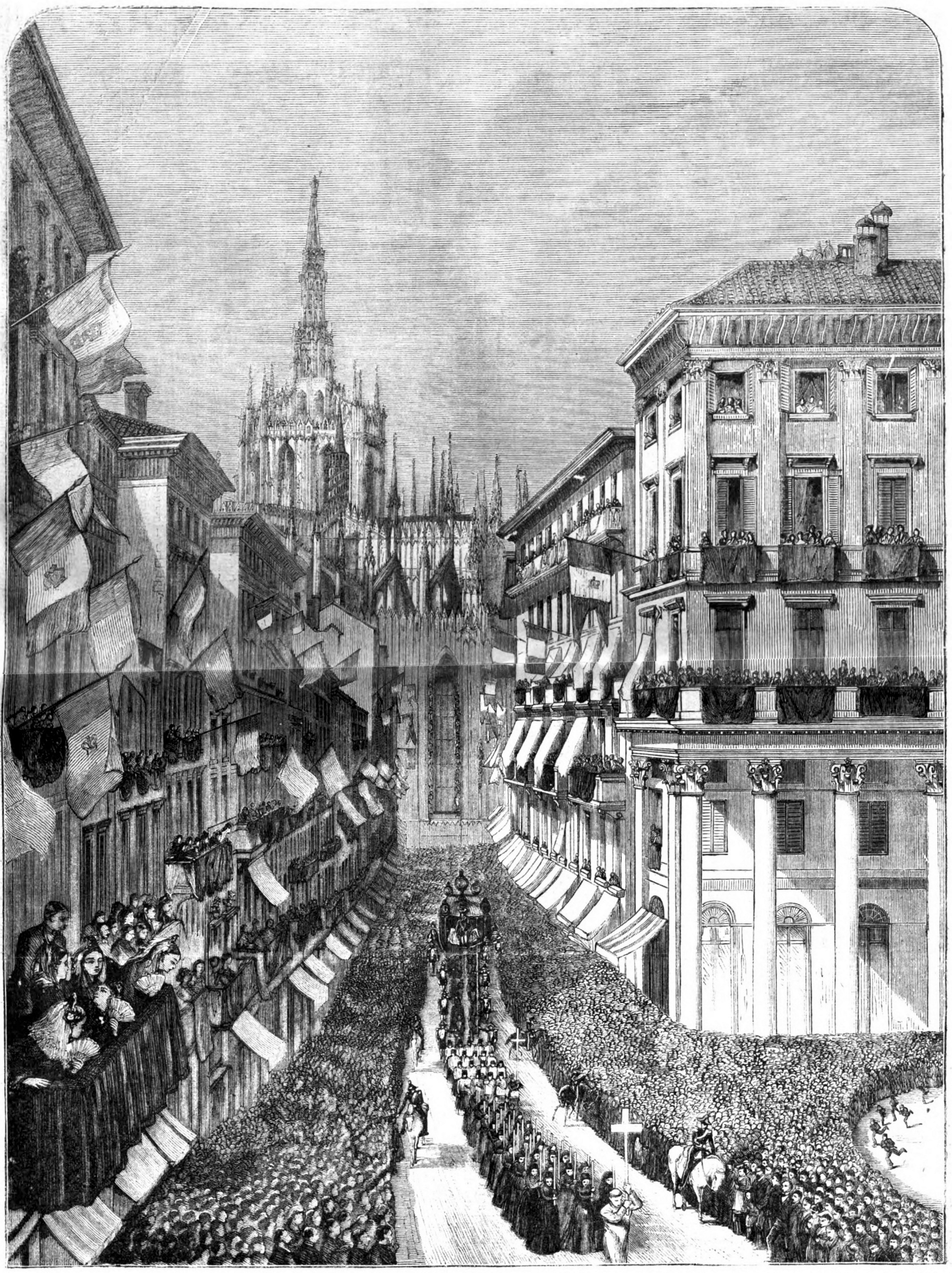
"L'Illustrazione popolare": Il funerale di Manzoni

- 22 maggio: muore Alessandro Manzoni

- 25 giugno: il governo Lanza presenta le dimissioni.

- 29 giugno: un terremoto, il terremoto dell'Alpago del 1873, colpisce la provincia di Belluno; il terremoto causò la morte di 30 persone nella zona dell'Alpago, e altri 10 in alte località della provincia di Belluno.

- 10 luglio: inizia il governo Minghetti II[4]. Minghetti continua la  politica di risanamento finanziario e raggiunge per la prima volta il pareggio del bilancio. Il nuovo governo adotterà nuove leggi contro i beni ecclesiastici.

- agosto: il David (Michelangelo) di Michelangelo viene trasferito dalla sua collocazione in piazza della Signoria alla Galleria dell'Accademia. Solo nel 1910 una copia verrà posta nella collocazione originale[5].

- 16-22 settembre e 22-25 settembre: Vittorio Emanuele II visite ufficialmente Vienna e Berlino[6].

- completamento dei lavori e apertura del Tempio israelitico di Modena.

- Antonio Meucci non riesce a rinnovare il brevetto  relativo all'invenzione del telefono, che di conseguenza decade[7].

## Cultura

### Archeologia
- è scoperta, nella necropoli dei Monterozzi, la Tomba della Caccia e della Pesca, una sepoltura etrusca[8].

### Editoria
- inizia il Codex diplomaticus Cavensis, un progetto editoriale sulla storia dell'Italia medievale e della Langobardia Minor.
- esce il primo numero de L'Illustrazione Italiana, rivista settimanale, pubblicata fino al 1962.

- 31 gennaio : esce il primo numero de  La Scuola Cattolica[9].

- sono pubblicati:
  - Storia dell'Italia antica di Atto Vannucci
  - Ernesto il disingannato, romanzo politico di autore anonimo; è il primo romanzo "borbonico" della letteratura italiana.
  - Eva, romanzo di Giovanni Verga scritto e pubblicato a Milano.
  - Il regno dei cieli, romanzo utopico di Carlo Dossi.